# S/2019 S 14
S/2019 S 14 es un satélite natural de Saturno descubierto por Edward Ashton y Brett J. Gladman en 2019 utilizando el telescopio Subaru en los observatorios de Mauna Kea. Fue anunciado por el Centro de Planetas Menores el 10 de mayo de 2023 luego de un periodo de 13 observaciones entre el 1 de julio de 2019 y el 9 de julio de 2021 en el que se confirmó la órbita del satélite.

## Características orbitales
S/2019 S 14 orbita a Saturno en 902.00 días (2 años y 172 días) con un semieje mayor de 18 053 000 km. Su excentricidad orbital es de 0.072 y y su inclinación orbital es de 50.0°.
S/2019 S 14 es parte del grupo Inuit, un cúmulo dinámico de satélites irregulares prógrados de Saturno que siguen órbitas similares.

## Características físicas
Tiene un diámetro de aproximadamente 2 kilómetros para una magnitud absoluta de 16,3.